# Hillview (Terre-Neuve-et-Labrador)
Pour les articles homonymes, voir Hillview.
Hillview est un village canadien situé sur l'île de Terre-Neuve dans la province de Terre-Neuve-et-Labrador. Il est situé sur la route Transcanadienne.

## Annexe